# Euriphene sterna
Euriphene sterna är en fjärilsart som beskrevs av Otto Staudinger 1893. Euriphene sterna ingår i släktet Euriphene och familjen praktfjärilar. Inga underarter finns listade i Catalogue of Life.